# Achladokampos
Achladokampos (in greco Αχλαδόκαμπος?) è una ex comunità della Grecia nella periferia del Peloponneso di 654 abitanti secondo i dati del censimento 2001.
È stata soppressa a seguito della riforma amministrativa detta Programma Callicrate in vigore dal gennaio 2011 ed è ora compresa nel comune di Argo-Mykines.